# 斯拉沃尼亞布羅德
斯拉沃尼亚布羅德（發音：[slǎʋoːnskiː brôːd]）是克羅埃西亞的一個城市。2007年時有人口61,823人。位於克羅埃西亞首都薩格勒布東南197公里處。斯拉沃尼亞布羅德是布羅德-波薩維納縣的縣府所在地。斯拉沃尼亞布羅德是克羅埃西亞的一個重要交通樞紐。在奧匈帝國時期則是一個邊境軍事重鎮。

## 友好城市
- 斯洛維尼亞采列